# Municipio de Salt Creek (Illinois)
El municipio de Salt Creek (en inglés: Salt Creek Township) es un municipio ubicado en el condado de Mason en el estado estadounidense de Illinois. En el año 2010 tenía una población de 228 habitantes y una densidad poblacional de 2,45 personas por km².

## Geografía
El municipio de Salt Creek se encuentra ubicado en las coordenadas 40°10′28″N 89°46′17″O / 40.17444, -89.77139. Según la Oficina del Censo de los Estados Unidos, el municipio tiene una superficie total de 93.24 km², de la cual 92,77 km² corresponden a tierra firme y (0,5 %) 0,47 km² es agua.

## Demografía
Según el censo de 2010, había 228 personas residiendo en el municipio de Salt Creek. La densidad de población era de 2,45 hab./km². De los 228 habitantes, el municipio de Salt Creek estaba compuesto por el 97,37 % blancos, el 0,44 % eran afroamericanos, el 0,88 % eran asiáticos y el 1,32 % eran de una mezcla de razas. Del total de la población el 0 % eran hispanos o latinos de cualquier raza.